# Carmarthenshire
Il Carmarthenshire (IPA: /kərˈmɑːrðənʃər/, in gallese Sir Gaerfyrddin) è un'area principale, e contea storica, del Galles.

## Geografia fisica
Confina a ovest con il Pembrokeshire, a nord con il Ceredigion, a est con il Powys e Neath Port Talbot e a sud-est con il distretto unitario di Swansea.
A sud si affaccia sulla baia di Carmarthen, che è parte del canale di Bristol.
Il territorio è prevalentemente collinare, specie nel nord caratterizzato dalle propaggini meridionali dei monti Cambrici e nell'est è interessato dai rilievi collinosi delle Black Mountain, propaggine occidentale del Brecon Beacons. Nell'area centro-meridionale il territorio digrada in una fascia pianeggiante alternata a basse colline. 
Il fiume principale è il Tywi che nasce nei monti Cambrici ed entra in Carmarthenshire dopo aver formato al confine con il Ceredigion il vasto lago artificiale di Llyn Brianne. Il Tywi scorre nel Carmarthenshire dapprima verso sud, poi in una ampia vallata verso ovest (dove riceve da nord l'Afon Clothi) e infine nuovamente verso sud per sfociare con un ampio estuario nella baia di Carmarthen. Il fiume Teifi segna buona parte del confine settentrionale con il Ceredigion. Il fiume Loughor che nasce nelle Black Mountain segna parte del confine orientale prima di sfociare nell'amplissimo estuario che separa la costa meridionale del Carmarthenshire dalla penisola di Gower. Il fiume Usk nasce nell'est dell'area e poco dopo le sorgenti alimenta il lago artificiale della Usk Reservoir, posto al confine con il Powys.
Le coste hanno spiagge sabbiose e in prossimità dell'estuario del Tywy sono interessate da numerose zone umide rifugio di moltissimi uccelli migratori. La parte centro-orientale dell'area ricade nel parco nazionale del Brecon Beacons.
Il capoluogo è Carmarthen, situata al centro dell'area sul fiume Tywi. La città più grande è Llanelli posta nel sud-est, sull'estuario del Loughor. Centri importanti del nord sono Llandovery, posta sul fiume Tywi nel nord-est, e Newcastle Emlyn, posta sul fiume Teifi al confine con il Ceredigion. Altre cittadine di una certa importanza del sud dell'area sono: St Clears, Burry Port, Ammanford e Llandeilo.

## Amministrazione
Dal 1974 al 1996 il Carmarthenshire assieme al Pembrokeshire ed al Ceredigion faceva parte della contea non metropolitana di Dyfed. Nel 1996, in attuazione del Local Government (Wales) Act del 1994, il Carmarthenshire ha riguadagnato la sua autonomia amministrativa divenendo un distretto unitario che in larga misura corrisponde alla contea storica di Carmarthenshire ed è governato da un consiglio di contea.

## Lista delle comunità
L'autorità unitaria Carmarthenshire è suddivisa nelle seguenti 72 comunità: 
| N° | Nome della comunità      | Note                   |
| -- | ------------------------ | ---------------------- |
| 01 | Abergwili                |                        |
| 02 | Abernant                 |                        |
| 03 | Ammanford                | Consiglio di Villaggio |
| 04 | Betws                    |                        |
| 05 | Bronwydd                 |                        |
| 06 | Carmarthen               | Consiglio di Villaggio |
| 07 | Cenarth                  |                        |
| 08 | Cilycwm                  |                        |
| 09 | Cilymaenllwyd            |                        |
| 10 | Cwmamman                 | Consiglio di Villaggio |
| 11 | Cynwyl Elfed             |                        |
| 12 | Cynwyl Gaeo              |                        |
| 13 | Dyffryn Cennen           |                        |
| 14 | Eglwyscummin             |                        |
| 15 | Gorslas                  |                        |
| 16 | Henllanfallteg           |                        |
| 17 | Kidwelly                 | Consiglio di Villaggio |
| 18 | Laugharne                |                        |
| 19 | Llanarthney              |                        |
| 20 | Llanboidy                |                        |
| 21 | Llanddarog               |                        |
| 22 | Llanddeusant             |                        |
| 23 | Llanddowror              |                        |
| 24 | Llandeilo                | Consiglio di Villaggio |
| 25 | Llandovery               | Consiglio di Villaggio |
| 26 | Llandybie                |                        |
| 27 | Llandyfaelog             |                        |
| 28 | Llanedi                  |                        |
| 29 | Llanegwad                |                        |
| 30 | Llanelli                 | Consiglio di Villaggio |
| 31 | Llanelli Rural           |                        |
| 32 | Llanfair-ar-y-bryn       |                        |
| 33 | Llanfihangel Aberbythych |                        |
| 34 | Llanfihangel-ar-arth     |                        |
| 35 | Llanfihangel Rhos-y-corn |                        |
| 36 | Llanfynydd               |                        |
| 37 | Llangadog                |                        |
| 38 | Llangain                 |                        |
| 39 | Llangathen               |                        |
| 40 | Llangeler                |                        |
| 41 | Llangennech              |                        |
| 42 | Llangunnor               |                        |
| 43 | Llangyndeyrn             |                        |
| 44 | Llangynin                |                        |
| 45 | Llangynog                |                        |
| 46 | Llanllawddog             |                        |
| 47 | Llanllwni                |                        |
| 48 | Llannon                  |                        |
| 49 | Llanpumsaint             |                        |
| 50 | Llansadwrn               |                        |
| 51 | Llansawel                |                        |
| 52 | Llansteffan              |                        |
| 53 | Llanwinio                |                        |
| 54 | Llanwrda                 |                        |
| 55 | Llanybydder              |                        |
| 56 | Llanycrwys               |                        |
| 57 | Manordeilo et Salem      |                        |
| 58 | Meidrim                  |                        |
| 59 | Myddfai                  |                        |
| 60 | Newcastle Emlyn          | Consiglio di Villaggio |
| 61 | Newchurch et Merthyr     |                        |
| 62 | Pembrey et Burry Port    | Consiglio di Villaggio |
| 63 | Pencarreg                |                        |
| 64 | Pendine                  |                        |
| 65 | Pontyberem               |                        |
| 66 | Quarter Bach             |                        |
| 67 | Saint Clears             | Consiglio di Villaggio |
| 68 | Saint Ishmael            |                        |
| 69 | Talley                   |                        |
| 70 | Trelech                  |                        |
| 71 | Trimsaran                |                        |
| 72 | Whitland                 | Consiglio di Villaggio |